# 슈퍼배드 4
《슈퍼배드 4》(영어: Despicable Me 4)는 2024년 개봉한 미국의 코미디 애니메이션 영화로, 크리스 리노드가 감독을 맡았다. 영화 《슈퍼배드 시리즈》의 네 번째 작품이자 2017년 영화 《슈퍼배드 3》의 속편이다.

## 시놉시스
미니언-파서블
올여름은 우리가 씹어 먹는다!
악당 짓 NO, 악당 처리 YES! 이제는 차카게 산다!
슈트-업 하고 악당 전담 처리반 AVL이 된 ‘에이전트 미니언즈’와
미니언즈 만큼 귀여운 ‘그루 주니어’가 태어나면서 더욱 완벽해진 ‘그루 패밀리’.
이들 앞에 과거 그루의 고등학교 동창이자 그에게 체포당했던 빌런 ‘맥심’이 등장하고,
오직 그루를 향한 복수심에 불타올라 탈옥까지 감행한 맥심은
그루 패밀리의 뒤를 바짝 추격하며 위협을 가하기 시작하는데...
과연 에이전트 미니언즈와 그루 패밀리는 맥심을 막아낼 수 있을까?

## 성우진
- 스티브 커렐 : 그루
- 크리스틴 위그 : 루시 와일드 역
- 윌 페렐: 막심 르 말역
- 조이 킹 : 포피 프레스콧
- 소피아 베르가라 : 발렌티나
- 미란다 코스브로브 : 마고
- 스티브 쿠건 : 사일러스
- 다나 가이어 : 에디스
- 피에르 꼬팽 : 미니언즈
- 로메시 랑가나탄 : 네파리오
- 매디슨 스카이 폴란 : 아그네스
- 브래드 에이블슨 : 센세이
- 미상 : 그루 주니어

## 한국어 성우진
- 이장원 : 그루
- 조현정 : 루시 역
- 전태열 : 막심 르 말역
- 김자연 : 포피 프레스콧
- 김보나 : 발렌티나
- 김연우 : 마고 역
- 강시현 : 에디트 역
- 김서영 : 아그네스 역
- 장승길 : 네파리오 박사

## 기타
- 1차 예고편에서 국산 리듬게임인 펌프 잇 업이 등장한다. 등장하는 곡은 드래곤포스의 Through the Fire and Flames.
- 한국에서는 7월 20일부터 21일까지 진행한 76만 석 규모의 대규모 사전 개봉으로 인해 영화 관계자들에게 매우 따가운 시선과 비판을 받았는데, 개봉 전부터 여론이 꽤 좋지 못한 상황이었다.